# انگلینه
انگلینه (به لهستانی:  Anieliny) یک روستا در لهستان است که در گمینا سادکی واقع شده‌است. انگلینه ۴۲۱ نفر جمعیت دارد.